# Кинью, Ваб
Вабанаквут «Ваб» Кинью (Кину /wɑːb kɪˈnuː/, англ. Wabanakwut "Wab" Kinew; родился 31 декабря 1981 года) — канадский политик, 25-й премьер-министр провинции Манитоба с 18 октября 2023 года. Кинью занимал посты лидера Новой демократической партии Манитобы (НДП) с 16 сентября 2017 года и лидера оппозиции до победы НДП на всеобщих выборах в Манитобе в 2023 году. Он представляет Форт-Руж в Законодательном собрании Манитобы.
До того, как заняться политикой, Кинью был писателем, музыкантом-рэпером, тележурналистом и администратором университета, получив наибольшую известность как ведущий программ на радио CBC и телевидении CBC. Кинью — первый премьер-министр провинции Канады, принадлежащий к коренным народам, и первый премьер-министр Манитобы коренного происхождения после премьер-министра из метиса Джона Норквея в 1887 году.

## Ранние годы
Вабанаквут «Ваб» Кинеу родился 31 декабря 1981 года в Кеноре, Онтарио в племени Онигаминг из народа оджибве в Северо-Западном Онтарио в семье бывшего вождя и профессора Университета Виннипега Тобасонаквута Кинью и политического аналитика Кэти Эйвери Кинью. Государственная поддержка помогла семье вырваться из бедности.
Кинью в детстве перебрался с родителями в пригород Виннипега. Он получил степень бакалавра гуманитарных наук в области экономики в Университете Манитобы, а затем степень магистра в области управления коренными народами.

## Карьера

### Журналистика
Кинью начал работать на радиовещании после того, как Winnipeg Free Press опубликовала письмо редактору, в котором он написал о хоккейной сборной Канады.
В 2010 году Кинью стал финалистом премии «Будущие лидеры Манитобы» и проиграл канадскому кинорежиссёру Адаму Смолюку.
Кинью был репортёром и ведущим радио- и телепередач CBC, включая еженедельное шоу об искусстве «204» в Виннипеге и национальный документальный сериал «8th Fire» в 2012 году. Он также является ведущим документальной программы «Fault Lines» на телеканале «Аль-Джазира Америка».
В 2014 году он выступил в качестве участника дискуссии на радио CBC Canada Reads, отстаивая победу романа Джозефа Бойдена «Оренда». В декабре 2014 года Кинью был приглашенным ведущим викторины Q.

### Музыка
Будучи участником хип-хоп-групп Slangblossom и Dead Indians в середине 2000-х, Кинью в качестве рэпера выпустил свой дебютный индивидуальный компакт-диск Live by the Drum в 2009 году. Диск получил музыкальную премию Aboriginal Peoples Choice Award как лучший рэп/хип-хоп компакт-диск. Его второй альбом Mide-Sun вышел в 2010 году.

### Администрация университета
В 2011 году Виннипегский университет назначил Кинью своим первым директором по вопросам интеграции коренных народов. В 2014 году он был назначен заместителем вице-президента по связям с коренными народами после отставки Дженнифер Рэттрей.
25 октября 2014 года Кинью получил степень почётного доктора Университета Кейп-Бретона.

### Книги
Кинью написал в общей сложности четыре книги — The Reason You Walk, Go Show the World, Walking in Two Worlds, and The Everlasting Road, — все они опубликованы издательством Penguin Canada.
Первая из них является мемуарами, в которых автор делится опытом индейца в Канаде, но также не умалчивает о некоторых скандальных аспектах своего прошлого, включая женоненавистнические и гомофобные тексты из его музыкальной карьеры, развившийся после отъезда от родителей в 19-летнем возрасте алкоголизм и связанные с ним правонарушения. Так, в 2003 году Кинью был признан виновным в вождении в нетрезвом виде, а в 2004 году совершил нападение на водителя такси. Однако снятые вскоре обвинения в домашнем насилии против его тогдашней девушки (которую он якобы оттолкнул в другой конец комнаты) всплыли только через 14 лет. За свою книгу Кинью был удостоен премии Кобо для начинающих писателей 2016 года в области научно-популярной литературы, которая сопровождается денежной премией в размере 10 000 долларов.
В 2018 году Кинью опубликовал детскую книгу Go Show the World: A Celebration of Indigenous Heroes о выдающихся фигурах в истории коренных народов, в том числе о Джоне Херрингтоне, Сакагавее, Кэри Прайсе и Неистовом Коне. На написание историй о таких людях его вдохновили книга Барака Обамы Of Thee I Sing и песня K’naan Take a Minute. Книга вошла в иллюстрированный шорт-лист Премии генерал-губернатора в области литературы для юношества 2018 года.
В 2021 году Кинью выпустил молодежный фэнтезийный роман «Прогулка в двух мирах», в котором коренная девочка-подросток оказывается между реальным миром и виртуальной вселенной видеоигр. Книга получила премию Aurora в области научной фантастики и фэнтези в 2022 году.

## Политическая карьера
Кинью рассматривал возможность баллотироваться на пост руководителя Ассамблеи коренных народов на выборах в 2014 году, но решил не проводить кампанию, поскольку недавно женился и не собирался быть вдали от дома на длительный период.
В 2016 году он был объявлен кандидатом от Новой демократической партии Манитобы от Форт-Руж на провинциальных выборах 2016 года. В последние дни кампании в социальных сетях кандидата СМИ обнаружили женоненавистнические и гомофобные твиты, и к Новой демократической партии раздавали призывы исключить его из избирательных бюллетеней. Однако после извинений за свои прошлые комментарии на выборах 19 апреля 2016 года Кинью победил лидера Либеральной партии Манитобы Рану Бохари на выборах. Впоследствии он был назначен представителем НДП по примирению и оппозиционным критиком в области образования, повышения квалификации и обучения, а также жилищного строительства и общественного развития.
Кинью был кандидатом на выборах руководства НДП Манитобы в 2017 году; на съезде 16 сентября он победил своего единственного конкурента, бывшего члена кабинета министров Стива Эштона, с перевесом в 728 голосов против 253. Это сделало Кинью первым избранным лидером коренных народов крупной партии в истории Манитобы.
В 2017 году Кинью представил законопроект 223, отмечающий 30 сентября как День оранжевой рубашки, призванный почтить память пострадавших в индейских школах-интернатах, а в 2019 году он представил законопроект 228, О месяце сикхского наследия. Ещё один его законопроект того же года присвоил звание почётного первого премьер-министра лидеру восстаний метисов Луи Риэлю и внёс его вклад в школьную программу.
Кинью возглавил НДП Манитобы на провинциальных выборах 2019 года; партия получила шесть дополнительных мест, но Прогрессивно-консервативная партия была переизбрана большинством голосов.
Кинью оставался лидером после выборов 2019 года, после которых НДП опередила правящих консерваторов в опросах. В преддверии провинциальных выборов 2023 года гонка ужесточилась. Кампания НДП была сосредоточена на реформе здравоохранения. НДП победила на выборах, сделав Кинью первым представителем коренных народов и вторым представителем коренного населения в целом, избранным премьер-министром какой-то из канадских провинций.
Кинью принёс присягу премьер-министра Манитобы 18 октября 2023 года.